# Анелия Крушкова
Анелия Михайлова Крушкова е бивша председателка на Държавната агенция по туризъм.

## Биография
Завършва висшето си образование във ВИИ „Карл Маркс“ със степен Магистър по специалност „Икономика и управление на транспорта“ през 1985 г. Специализира маркетинг и мениджмънт в Германия, бюджетиране и контрол в Швейцария. Владее немски, английски и италиански език.
Работи в спедиторските фирми „Деспред“ и „Милицер и Мюнх“ като спедитор. От 1997 г. до 2003 г. е управител на спедиторската фирма „Данзас“ ЕООД.
Съосновател е на Българо-италианската търговска камара и на Бизнес-клуб „Жените-мениджъри в България“.
В периода от 1 август 2003 г. до 2 септември 2005 г. е заместник-министър на транспорта и съобщенията при Николай Василев. От 1 февруари 2007 г. е председател на Държавната агенция по туризъм.
Уволнена от Бойко Борисов на 25 ноември 2009 година.